# Черновицко-Буковинская епархия
Чернови́цко-Букови́нская епархия (укр. Чернівецько-Буковинська єпархія) — епархия Украинской православной церкви, которая объединяет приходы и монастыри на территории Черновицкой области.

## История
X—XII вв. — местные приходы и монастыри принадлежали к Киевской митрополии и подчинялись Киевским митрополитам. XII—XV вв. — входили в состав Галичской епархии, и находились под главенством Галицких епископов и митрополитов. XV—XVIII вв. — большая часть сегодняшней Черновицко-Буковинской епархии входила в состав Радовецкой епархии, которая возглавлялась Радовецкими епископами. Богослужебным языком был церковнославянский. Только с переносом кафедры молдавских митрополитов в Яссы начали внедрять церковнорумунский язык. Началась тотальная румынизация православной церкви, которую проводили назначенные Османской империей фанариоты.
После присоединения западной части Буковины к Австрийской империи, Радовецкая епархия 12 декабря 1781 года была реорганизована в Черновицко-Буковинскую епархию Карловацкой митрополии во главе с епископом Черновицким и Буковинским. В январе 1873 года Черновицко-Буковинская епархия была реорганизована в Буковинскую митрополию с практически автокефальным статусом, во главе с Митрополитом Буковины и Далмации.
Приходы восточной части Буковины оставались в составе Молдавской митрополии, из которых была сформирована Хотинская епархия. После присоединения Хотинских земель к Российской империи, местные приходы были включены в Кишиневско-Хотинскую епархию Синодальной Русской Церкви.
В 1918—1919 годы территорию Северной Буковины оккупировала Румыния. В 1925 году приходы восточной Буковины были воссоединены с Буковинской митрополией во главе с Митрополитом Буковины и Хотина, и включен в состав Румынской Православной Церкви. С 1935 года к митрополии были присоединены приходы Марамуреша, а архиерею предоставлен титул — Митрополит Буковины, Хотина и Марамуреша.
29 июня 1940 года Северная Буковина отошла к Советскому Союзу. На этой территории образована Черновицкая область УССР, а местная епархия включена в состав Украинского экзархата РПЦ. После перехода в 1941 году епархии под юрисдикцию Московского патриархата за румынскими приходами (преимущественно на территории Герцаевского района), для предотвращения возможных расколов, сохранили право использовать Новоюлианский календарь и румынский язык в качестве богослужебного.
После Второй мировой войны епархия была в составе Украинского Экзархата Русской Православной Церкви. С 1990 года в составе его наследницы — самоуправляемой Украинской Православной Церкви.
20 декабря 2012 года Священный Синод Украинской православной церкви принял решение о переименовании епархии с «Черновицкой» в «Черновицко-Буковинскую».

## Епископы
Буковинская епархия Карловацкой митрополии
- Досифей (Херескул) (13 февраля 1782 — 2 февраля 1789)
- Даниил (Влахович) (23 марта 1789 — 20 августа 1822)
- Исаия (Балошескул) (17 июля 1823 — 14 сентября 1834)
- Евгений (Гакман) (8 мая 1835 — 23 января 1873)

автокефальная Буковинская митрополия
- Евгений (Гакман) (23 января 1873 — 31 марта 1873)
- Феофил (Бендела) (21 апреля 1874 — 21 июля 1875)
- Феоктист (Блажевич) (15 мая 1877 — 27 июня 1879)
- Сильвестр (Андреевич-Морарь) (6 апреля 1880 — 3 апреля 1895)
- Аркадий (Чуперкович) (7 апреля 1896 — 5 марта 1902)
- Владимир (де Репта) (17 октября 1902 — 23 апреля 1919)

Румынская православная церковь
- Владимир (де Репта) (23 апреля 1919 — 1924)
- Нектарий (Котлярчук) (7 ноября 1924 — 04 июля 1935)
- Виссарион (Пую) (17 октября 1935 — 9 мая 1940)
- Тит (Симедря) (13 июня 1940 — 1941)

Русская православная церковь
- Алексий (Сергеев) (3 декабря 1940 — весна 1941) в/у
- Дамаскин (Малюта) (весна 1941—1943)

Румынская православная церковь
- Тит (Симедря) (25 июля 1941 — марта 1944)

Черновицкая и Буковинская епархия РПЦ
- Феодосий (Коверницкий) (25 февраля 1945 — 12 декабря 1947)
- Андрей (Сухенко) (25 февраля 1948 — 9 февраля 1954)
- Евмений (Хорольский) (28 февраля 1954 — 9 декабря 1958)
- Григорий (Закаляк) (21 мая 1959 — 15 сентября 1960)
- Григорий (Закаляк) (15 сентября 1960 — 16 марта 1961) в/у, еп. Львовский
- Дамиан (Марчук) (2 апреля 1961 — 15 октября 1964)
- Григорий (Закаляк) (15 — 26 октября 1964)
- Дамиан (Марчук) (26 октября — 22 декабря 1964) в/у, еп. Львовский
- Мефодий (Мензак) (22 декабря 1964 — 7 октября 1967)
- Феодосий (Процюк) (7 октября 1967 — 2 февраля 1972)
- Савва (Бабинец) (2 февраля 1972 — 18 марта 1977)
- Варлаам (Ильюшенко) (18 марта 1977 — 30 декабря 1986)
- Антоний (Москаленко) (30 декабря 1986 — 24 ноября 1990)
- Онуфрий (Березовский) (9 декабря 1990 — 22 января 1992)
- Иларион (Шукало) (22 января — 6 апреля 1992) в/у
- Онуфрий (Березовский) (7 апреля 1992 — 17 августа 2014)
- Мелетий (Егоренко) (с 16 сентября 2014)

## Благочиннические округа
- Вижницкий
- Герцаевский
- Глыбокский
- Заставновский
- Кельменецкий
- Кицманский
- Новоселицкий
- Путильский
- Сокирянский
- Сторожинецкий
- Хотинский
- Черновицкий